# Yuanotherium
Yuanotherium minor — вимерлий вид цинодонтів, який існував у Китаї в пізню юрську епоху. Це єдиний вид у роду Yuanotherium. Він був знайдений у формації Шишугоу